# 葡萄叶艾麻
葡萄叶艾麻（学名：Laportea violacea）是荨麻科艾麻属的植物。分布于越南、泰国以及中国大陆的广西等地，生长于海拔200米至1,100米的地区，常生于山坡疏林中，目前尚未由人工引种栽培。

## 别名
麻风草（广西龙州） 豆麻（广西）